# 大政 (侠客)
大政（おおまさ）、村上元三の小説『次郎長三国志』に淸水の大政（しみずのおおまさ）として登場する山本 政五郎（やまもと まさごろう、天保3年 / グレゴリオ暦 1832年 - 1881年2月15日）は、かつて実在した日本の侠客である。清水次郎長配下の「清水二十八人衆」に数えられ、同じく次郎長配下で同姓同名の「山本政五郎」を名乗る小政（1842年 - 1874年）と区別して「大政」と呼ばれる。本名は原田 熊蔵（はらだ くまぞう）。

## 人物・来歴
天保3年、現行のグレゴリオ暦によれば1832年、尾張国知多郡大野湊（現在の愛知県常滑市大野町）の廻船問屋の長男、熊蔵として生まれる。原田家は浄土宗洞仙寺（現在の常滑市大野町7丁目89番地）の山門前に位置していたという説がある。大政は、通常であれば原田家の家督を相続し、廻船問屋の経営者になったはずの人物である。小政について記している『はままつ百話』（静岡新聞社）でも、大政に触れて「元尾張藩の足軽であった」と記すが、これは誤りである。
笹川臨風は「名古屋の生れで元は田舎の力士だつた」と記し、「六尺以上」（約181センチメートル）の大男であったとする。笹川によれば、小政は成人しても身長が「僅々四尺八寸」（約145センチメートル）の低身長であったとし、講談・浪曲の世界では「大政・小政」と並び称せられる二人は、体格も大きく差があったとされる。1860年8月2日（万延元年6月16日）、森の石松（1833年 - 1860年）が都田村の吉兵衛（1828年 - 1861年）に殺害され、1861年2月（万延2年正月）、大政は、次郎長とともに仇討を果たしたとされる。石松の没後、大政は次郎長の「一の乾分」になったと伝えられる。

1866年5月22日（慶応2年4月8日）に起きた荒神山の喧嘩では、吉良の仁吉（1839年 - 1866年）らとともに穴太徳一家と戦闘し、初陣を飾る若い小政の抜き打ちで喧嘩が開始され、大政は、敵将・門井門之助を倒したとされる。荒神山の手打式は、明治維新後の1871年（明治4年）に行われ、その終了直後に撮影された清水一家の集合写真に大政はもちろん写っている。その前の1869年7月1日（明治2年5月22日）には、二代目お蝶が殺害される事件が起きている。大政は、静岡県有渡郡下清水村上一丁目（現在の同県静岡市清水区上1丁目）の次郎長の家のすぐ近くに住んでいたという。
二代目お蝶の事件の翌1870年（明治3年）、清水一家の最後の事件と呼ばれる事件が起きている。当時、東京相撲の玉川という力士が清水に身を寄せていたが、これは師匠に虐待されたからであったが、庵原郡江尻宿（現在の静岡市清水区江尻町）で東京相撲の興行があり、力士連中が玉川を呼び出して制裁を加え、これに激怒した次郎長を筆頭に大政ら一家は相撲場に殴り込みをかけた、という事件である。力士連中は断髪して詫びを入れたが、静岡藩の松岡萬が次郎長宅を訪ねて諌め、たまたま静岡にいた山岡鐵舟のもとに次郎長を連れて行った。以降、次郎長一家は、富士裾野の開墾事業、横浜との定期航路線を営業する静隆社設立等の社会事業を行うようになった。
平井一家三代目の原田常吉（1831年 - 1915年）に中尾霞山が聞き書きした『原田常吉実歴談』（1913年）によれば、1873年（明治6年）に常吉が次郎長と赤坂宿（現在の豊川市赤坂町）での密会がきっかけになり、次郎長は平井との和解の方向を探っていた。その6年後、1879年（明治12年）、愛知郡中村大字日比津（現在の名古屋市中村区日比津町）の稲葉地一家の日比津の善七（富田善七、生年不明 - 1882年）が清水一家に逗留したとき、大政は善七に、平井一家との和解の仲裁人を選んでもらうように依頼している。善七は「津坂音吉以外にはない」と津坂に打診、その間経緯があって、相の川平三、斉藤善五郎、津坂音吉の3人が立って、1880年（明治13年）6月15日、清水一家と平井一家の手打式が浜松宿（現在の浜松市）の料亭で開かれ、大政は次郎長とともに出席、平井側は初代の小中山七五三蔵（1809年 - 1899年）、二代目の雲風亀吉こと平井亀吉（1828年 - 1893年）らが出席して、和解は成立したという。
次郎長（本名・山本長五郎）には実子がいなかったため、大政が養子となり山本 政五郎と名のっていたが、1881年（明治14年）2月15日、病気のため死去した。満49歳没。静岡県有渡郡下清水村岡町（現在の同県静岡市清水区南岡町）の臨済宗妙心寺派梅蔭禅寺に葬られた。戒名は「大然宜政上座」。大政の没後、長男の小三郎が二代目山本政五郎を名乗ったが、1901年（明治34年）11月に亡くなった。小政もすでに亡くなっており（1874年死去）、大政の没年、次郎長は山岡鐵舟の紹介で天田五郎（のちの天田愚庵、1854年 - 1904年）を養子にした。
次郎長が死去したのは、小政の没後12年後の1893年（明治26年）6月12日、満73歳であった。梅蔭禅寺には、次郎長、大政が眠るほか、次郎長夫人のお蝶、小政、増川仙右衛門（1836年 - 1892年）の墓もある。墓所である同寺の境内には「次郎長遺物館」があり、次郎長の愛用した胴着とともに、巨大なサイズの大政の胴着が展示されている。長女まさの息子であり、大政の孫にあたる豊田長吉は大政に外見がよく似た人物であったといい、静岡市内に鉄工所を興した、豊田精機の創業者であるという。

## フィクションの人物像

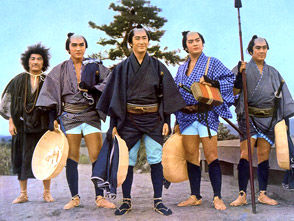
『次郎長三国志』（1963年）のスチル写真、右の槍持ちが大木実の演じる大政。

史実において「清水二十八人衆」であった時代の大政は、前述の通り、最晩年に至るまでの期間である。そもそも「清水二十八人衆」には架空の人物も数えられており、講談の三代目神田伯山（1872年 - 1932年）の創作であるとされる。「尾張藩の槍組小頭」出身であり「山本流の槍の使い手」である、と多くフィクションには描かれ、特徴づけられている。
1938年（昭和13年）3月に発売されたディック・ミネの流行歌『旅姿三人男』（作詞宮本旅人、1907年 - 1982年）に、小政・石松とともに「三人男」として登場、「なんで大政 国を売る」と謳われる。同曲は、1962年（昭和37年）1月にシングルレコードを発売した石原裕次郎や美空ひばり、藤圭子、五木ひろし、天童よしみなど歌手の他、1971年（昭和46年）に放映開始したテレビ映画『清水次郎長』の主題歌として、次郎長を演じた竹脇無我もカヴァー、シングルを発表した。
マキノ雅弘の代表作とされる映画『次郎長三国志』（東宝、1952年 - 1954年）、『次郎長三国志』（東映、1963年 - 1965年）の2つのシリーズでは、それぞれ河津清三郎、大木実が演じている。映画『次郎長三国志』は、村上元三の同名の小説を原作にしており、第1章『桶屋の鬼吉』に始まり、『東海遊侠伝』を書いた天田愚庵（1854年 - 1904年）を描く第22章『天田五郞』、講談『名も高き富士の山本』を創作した三代目神田伯山を描く第23章『神田伯山』で終わる、全23章で構成される同作において、大政を描く『淸水の大政』は第2章『關東綱五郞』に次ぐ第3章に当たる。マキノのこの2つのシリーズでは、いずれも、桶屋の鬼吉（1813年 - 1887年）、関東綱五郎（1820年 - 1886年）に次いで浪人風の男「伊藤政五郎」として登場し、妻ぬい（広瀬嘉子、小畠絹子）と別れて次郎長の乾分になり、「大政」と名を改める設定である。
「酒飲みねえ、すし食いねえ、江戸っ子だってね」「神田の生まれよ」で知られる二代目広沢虎造の浪曲『石松三十石船道中』の原型は、三代目神田伯山の創作である。江戸っ子が石松に対し、清水一家で一番強いのは「大政、小政、大瀬半五郎、増川仙右衛門、法印大五郎、追分三五郎…」と挙げていくなかで、大政は「一の乾分」とみなされておりまず筆頭に挙げられる。16人挙げたところで、大瀬の次に石松を失念していたことを忘れていたことを思い出す、という筋である。このくだりのあった時期は、設定では「文久2年の3月半ば」、つまりグレゴリオ暦では1862年4月13日前後に当たり、史実においては石松は2年前にすでに死んでいる時期である。

## フィルモグラフィ
「大政」が登場するおもな劇場用映画・テレビ映画の一覧である。公開日の右側には、「大政（小政・次郎長）」の形式で大政を演じた俳優名とともに、小政・次郎長を演じた俳優も記した。東京国立近代美術館フィルムセンター（NFC）、デジタル・ミーム等での所蔵状況も記した。
- 『荒神山の血煙』 : 監督・原作・脚本沼田紅緑、製作東亜キネマ等持院撮影所、配給東亜キネマ、1925年2月6日公開 - 月形龍之助（高頭道太郎・市川芳三郎）
- 『落花の舞 前篇』 : 監督・脚本池田富保、原作前田曙山、製作日活京都撮影所第一部、配給日活、1925年5月31日公開 - 中村吉十郎（尾上桃華・尾上松之助）
- 『落花の舞 中篇』 : 監督・脚本池田富保、原作前田曙山、製作日活京都撮影所第一部、配給日活、1925年6月11日公開 - 中村吉十郎（尾上桃華・尾上松之助）
- 『落花の舞 前篇』 : 監督沼田紅緑、原作前田曙山、脚本井上金太郎、製作東亜キネマ等持院撮影所、配給東亜キネマ、1925年6月12日公開 - 月形龍之助（高木新平・市川小文治）
- 『落花の舞 後篇』 : 監督沼田紅緑、原作前田曙山、脚本井上金太郎、製作東亜キネマ等持院撮影所、配給東亜キネマ、1925年6月19日公開 - 月形龍之助（高木新平・市川小文治）
- 『落花の舞 後篇』 : 監督・脚本池田富保、原作前田曙山、製作日活京都撮影所第一部、配給日活、1925年6月19日公開 - 中村吉十郎（尾上桃華・尾上松之助）
- 『大政小政』 : 監督渡辺新太郎、原作上島量、製作・配給帝国キネマ演芸、1928年3月7日公開 - 不明
- 『血煙荒神山』 : 監督辻吉郎、脚本松本常夫、製作日活太秦撮影所、配給日活、1929年7月13日公開 - 高木永二（尾上桃華・大河内伝次郎）、10分の上映用プリントをNFCが所蔵
- 『清水の小政』 : 監督・脚本星哲六、製作松竹下加茂撮影所、配給松竹キネマ、1931年1月10日公開 - 不明（小政役阪東寿之助・不明）
- 『清水の小政』 : 監督村越章二郎、原作・脚本中地光之助、製作・配給河合映画製作社、1931年4月24日公開 - 不明（小政役葉山純之輔・不明）
- 『清水次郎長』 : 監督仁科熊彦、原作小島政二郎、脚本塩田一、製作嵐寛寿郎プロダクション、配給東亜キネマ、1931年8月15日公開 - 東正二郎（前田邦彦・嵐寛寿郎）

- 『東海の顔役』 : 監督中川信夫、原作・脚本陣出達朗、製作市川右太衛門プロダクション、配給松竹キネマ、1935年2月28日公開 - 頼邦太郎（武井龍三・市川右太衛門）
- 『嫁取り裸道中』 : 監督益田晴夫、原作小諸遊、脚本島影一美郎、製作新興キネマ京都撮影所、配給新興キネマ、1935年8月22日公開 - 森田肇（団徳麿・志村喬）
- 『次郎長裸旅』 : 監督久保為義・マキノ正博・根岸東一郎、原作マキノ文藝部、脚本立春大吉、製作マキノトーキー製作所、配給千鳥興業、1936年4月15日公開 - 椿三四郎（ジョーオハラ・葉山純之輔）、25分の上映用プリントをNFCが所蔵
- 『金毘羅代参 森の石松』 : 監督押本七之輔・竹久新、脚本和田潤、製作新興キネマ京都撮影所、配給新興キネマ、1938年7月13日公開 - 松本田三郎（舟波邦之介・大谷日出夫）、61分の上映用プリントをNFCが所蔵
- 『富士川の血煙』 : 監督押本七之輔、脚本原健一郎、製作新興キネマ京都撮影所、配給新興キネマ、1939年1月7日公開 - 原聖四郎（大友柳太郎・羅門光三郎）
- 『次郎長裸道中』 : 監督押本七之輔、脚本民門敏夫、製作新興キネマ京都撮影所、配給新興キネマ、1939年3月8日公開 - 不明（舟波邦之佑・羅門光三郎）
- 『女次郎長』 : 監督大曾根辰夫、原作川口松太郎、脚本柳川真一、製作松竹下加茂撮影所、配給松竹キネマ、1939年11月23日公開 - 天野刃一（川浪良太郎・川崎弘子）
- 『エノケンの森の石松』 : 監督中川信夫、原作和田五雄、脚本小林正、製作東宝映画東京撮影所、配給東宝映画、1939年8月10日公開 - 浮田左武郎（松ノボル・鳥羽陽之助）
- 『秋葉の火祭』 : 監督西原孝、原作・脚本稲田不可止、製作新興キネマ京都撮影所、配給新興キネマ、1940年6月13日公開 - 芝田新（桜井勇・市川右太衛門）
- 『続清水港』 : 監督マキノ正博、脚本小国英雄、製作日活京都撮影所、配給日活、1940年7月10日公開 - 上田吉二郎（団徳麿・小川隆）、89分の上映用プリントをNFCが所蔵
- 『虎造の荒神山』 : 監督青柳信雄、脚本八住利雄、製作東宝映画京都撮影所、配給東宝映画、1940年7月10日公開 - 進藤英太郎（高松文麿・下田猛）、67分の上映用プリントをNFCが所蔵
- 『東海水滸伝』（1952年再公開題『東海二十八人衆』） : 監督伊藤大輔・稲垣浩、脚本八尋不二、製作・配給大映、1945年7月12日公開 - 香川良介（原聖四郎・阪東妻三郎）、『東海二十八人衆 東海水滸傳改修版』題の83分の上映用プリントをNFCが所蔵
- 『粋な風来坊』 : 監督マキノ正博、脚本小国英雄・陶山鉄、製作松竹下加茂撮影所、配給松竹、1946年2月8日公開 - 新妻四郎（黒澤健二・笠智衆）

- 『乱れ星荒神山』 : 監督萩原遼、原作村松梢風、脚本村松道平、製作東横映画、配給東京映画配給、1950年11月23日公開 - 大友柳太朗（原健作・月形龍之介）、77分の上映用プリントをNFCが所蔵
- 『清水港は鬼より怖い』 : 監督加藤泰、脚本木下藤吉・友田晶二郎、製作宝プロダクション、配給東映、1952年7月9日公開 - 林田十郎（芦の家雁玉・桂春団治）、46分の上映用プリントをNFCが所蔵
- 『歌くらべ荒神山』 : 監督斎藤寅次郎、原案あをいきくらぶ同人（淀橋太郞・竹田新太郞・中田竜雄・有吉光也）、脚本八住利雄、製作新芸プロダクション・新東宝、配給新東宝、1952年7月24日公開 - 鳥羽陽之助（今清水基二・広沢虎造）
- 『唄祭り清水港』 : 監督渡辺邦男、脚本柳川真一・沢村勉、製作松竹京都撮影所、配給松竹、1952年12月4日公開 - 小林重四郎（中田耕二・市川小太夫）
- 『次郎長三国志 次郎長売出す』（次郎長三国志シリーズ第一部） : 監督マキノ雅弘、原作村上元三、脚本村上元三・松浦健郎、製作・配給東宝、1952年12月4日公開 - 河津清三郎（ - ・小堀明男）、82分の上映用プリントをNFCが所蔵
- 『次郎長三国志 次郎長初旅』（次郎長三国志シリーズ第二部） : 監督マキノ雅弘、原作村上元三、脚本村上元三・松浦健郎、製作・配給東宝、1953年1月9日公開 - 河津清三郎（ - ・小堀明男）、83分の上映用プリントをNFCが所蔵
- 『次郎長三国志 第三部 次郎長と石松』 : 監督マキノ雅弘、原作村上元三、構成小国英雄、脚本松浦健郎、製作・配給東宝、1953年6月3日公開 - 河津清三郎（ - ・小堀明男）、88分の上映用プリントをNFCが所蔵
- 『次郎長三国志 第四部 勢揃い清水港』 : 監督マキノ雅弘、原作村上元三、構成小国英雄、脚本松浦健郎、製作・配給東宝、1953年6月23日公開 - 河津清三郎（ - ・小堀明男）、79分の上映用プリントをNFCが所蔵
- 『次郎長一家罷り通る』 : 監督堀内真直、脚本松浦健郎、製作新芸プロダクション、配給松竹、1953年9月5日公開 - 大友富右衛門（新城一・戸上城太郎）
- 『次郎長三国志 第五部 殴込み甲州路』 : 監督マキノ雅弘、原作村上元三、構成小国英雄、脚本松浦健郎、製作・配給東宝、1953年11月3日公開 - 河津清三郎（ - ・小堀明男）、77分の上映用プリントをNFCが所蔵
- 『次郎長三国志 第六部 旅がらす次郎長一家』 : 監督マキノ雅弘、原作村上元三、構成小国英雄、脚本松浦健郎、製作・配給東宝、1953年12月15日公開 - 河津清三郎（ - ・小堀明男）、104分の上映用プリントをNFCが所蔵
- 『次郎長三国志 第七部 初祝い清水港』 : 監督マキノ雅弘、原作村上元三、構成小国英雄、脚本松浦健郎、製作・配給東宝、1954年1月3日公開 - 河津清三郎（ - ・小堀明男）、89分の上映用プリントをNFCが所蔵
- 『殴り込み二十八人衆』 : 監督萩原遼、脚本高岩肇・村松道平・笠原良三、1954年2月10日公開 - 大谷日出夫（時田一男・月形龍之介）
- 『次郎長三国志 第八部 海道一の暴れん坊』 : 監督マキノ雅弘、原作村上元三、脚本小川信昭・沖原俊哉、製作・配給東宝、1954年6月8日公開 - 河津清三郎（水島道太郎・小堀明男）、103分の上映用プリントをNFCが所蔵
- 『次郎長三国志 第九部 荒神山』 : 監督マキノ雅弘、原作村上元三、脚本橋本忍、製作・配給東宝、1954年7月14日公開 - 河津清三郎（水島道太郎・小堀明男）、82分の上映用プリントをNFCが所蔵
- 『びっくり五十三次』 : 監督野村芳太郎、脚本椎名利夫・津路嘉郎・永江勇、製作松竹京都撮影所、配給松竹、1954年8月11日公開 - 田中謙三（中田耕二・近衛十四郎）
- 『七変化狸御殿』 : 監督大曾根辰夫、脚本柳川真一・中田竜雄・森田竜男、製作松竹京都撮影所、配給松竹、1954年12月29日公開 - 田中謙三（加藤秀樹・近衛十四郎）
- 『次郎長意外伝 大暴れ次郎長一家』 : 監督日高繁明、原案正岡容、脚本小野田勇・キノトール、製作・配給東宝、1955年8月1日公開 - 藤田進（南道郎・小堀明男）
- 『清水の三ン下奴』 : 監督冬島泰三、原案山田信一、脚本中川明徳・小川三郎、製作日新プロダクション、配給新東宝、1955年8月1日公開 - 鳥羽陽之助（冬木京二・月形龍之介）、80分の上映用プリントをNFCが所蔵
- 『花の二十八人衆』 : 監督斎藤寅次郎、脚本賀集院太郎、製作大映京都撮影所、配給大映、1955年8月9日公開 - 光岡龍三郎（上田寛・市川小太夫）
- 『任侠清水港』 : 監督松田定次、脚本比佐芳武、製作東映京都撮影所、配給東映、1957年1月3日公開 - 原健策（東宮秀樹・片岡千恵蔵）、103分の上映用プリントをNFCが所蔵
- 『関八州大利根の対決』 : 監督志村敏夫、脚本平塚広雄・北村秀敏、製作・配給新東宝　1957年1月27日公開（映倫番号 10004） - 信夫英一（山岡正義・小笠原竜三郎）
- 『森の石松』 : 監督田坂勝彦、脚本村松正温、製作大映京都撮影所、配給大映、1957年9月3日公開（映倫番号 10310） - 玉置一恵（浜田雄史・黒川弥太郎）
- 『次郎長外伝 石松と追分三五郎』 : 監督倉橋良介、脚本本山大生・浜川博美、製作松竹京都撮影所、配給松竹、1957年10月23日公開（映倫番号 10318） - 戸上城太郎（青山宏・近衛十四郎）
- 『任侠東海道』 : 監督松田定次、脚本比佐芳武、製作東映京都撮影所、配給東映、1958年1月3日公開（映倫番号 10409） - 大友柳太朗（片岡栄二郎・片岡千恵蔵）、105分の上映用プリントをNFCが所蔵
- 『清水港の名物男 遠州森の石松』 : 監督マキノ雅弘、原作村上元三、脚本観世光太、製作東映京都撮影所、配給東映、1958年6月29日公開（映倫番号 10715） - 原健策（東千代之介・加賀邦男）、98分の上映用プリントをNFCが所蔵
- 『次郎長意外伝 灰神楽木曽の火祭』 : 監督青柳信雄、原案正岡容、脚本小野田勇・永六輔・蓮池義雄、製作・配給東宝、1958年11月23日公開（映倫番号 10877） - 千葉信男（山賀英雄・河津清三郎）
- 『次郎長富士』 : 監督森一生、脚本八尋不二、製作大映京都撮影所、配給大映、1959年6月2日公開（映倫番号 11191） - 黒川弥太郎（本郷功次郎・長谷川一夫）、104分の上映用プリントをNFCが所蔵・105分の16mmフィルム版上映用プリントをデジタルミームが所蔵
- 『森の石松幽霊道中』 : 監督佐伯幸三、原作木村錦花、脚色笠原良三、製作宝塚映画製作所、配給東宝、1959年7月14日公開（映倫番号 11321） - 堺左千夫（市川小金吾・加東大介）

- 『任侠中仙道』 : 監督松田定次、脚本比佐芳武、製作東映京都撮影所、配給東映、1960年1月3日公開（映倫番号 11786） - 若山富三郎（里見浩太朗・片岡千恵蔵）、91分の上映用プリントをNFCが所蔵
- 『次郎長血笑記 秋葉の対決』 : 監督工藤栄一、脚本村松道平、製作第二東映京都製作所、配給第二東映、1960年3月1日公開（映倫番号 11611） - 楠本健二（南郷京之助・黒川弥太郎）
- 『次郎長血笑記 殴り込み道中』 : 監督工藤栄一、脚本村松道平、製作第二東映京都製作所、配給第二東映、1960年3月8日公開（映倫番号 11626） - 楠本健二（南郷京之助・黒川弥太郎）
- 『ひばりの森の石松』 : 監督沢島忠、脚本鷹沢和善、製作東映京都撮影所、配給東映、1960年3月29日公開（映倫番号 11463） - 加賀邦男（長島隆一・若山富三郎）、83分の上映用プリントをNFCが所蔵
- 『続次郎長富士』 : 監督森一生、脚本八尋不二、製作大映京都撮影所、配給大映、1960年6月1日公開（映倫番号 12027） - 黒川弥太郎（本郷功次郎・長谷川一夫）
- 『清水港に来た男』 : 監督マキノ雅弘、脚本小国英雄、製作東映京都撮影所、配給東映、1960年7月31日公開（映倫番号 11989） - 中村時之介（石井一雄・大河内傳次郎）、91分の上映用プリントをNFCが所蔵
- 『次郎長血笑記 富士見峠の対決』 : 監督工藤栄一、脚本村松道平、製作第二東映京都製作所、配給第二東映、1960年8月28日公開（映倫番号 11894） - 楠本健二（南郷京之助・黒川弥太郎）
- 『サラリーマン清水港』 : 監督松林宗恵、脚本笠原良三、製作・配給東宝、1962年1月3日公開（映倫番号 12612） - 加東大介（大柾専務役、三木のり平・森繁久彌）
- 『続サラリーマン清水港』 : 監督松林宗恵、脚本笠原良三、製作・配給東宝、1962年3月7日公開（映倫番号 12663） - 加東大介（大柾専務役、三木のり平・森繁久彌）
- 『大笑い次郎長一家 三ン下二挺拳銃』 : 監督斎藤寅次郎、脚本福田良二・朝日奈喬・七条門、製作新東宝、配給東宝、1962年5月15日公開（映倫番号 12357） - 里井茂（空飛小助・田崎潤）
- 『勢揃い東海道』 : 監督松田定次、脚本高岩肇、製作東映京都撮影所、配給東映、1963年1月3日公開（映倫番号 13025） - 高田浩吉（加賀邦男・片岡千恵蔵）、94分の上映用プリントをNFCが所蔵
- 『てなもんや三度笠』 : 監督内出好吉、原作香川登志緒、脚本野上龍雄、製作東映京都撮影所、配給東映、1963年6月9日公開（映倫番号 13192） - 中村錦司（大井田勝太・花菱アチャコ）、81分の上映用プリントをNFCが所蔵
- 『次郎長三国志』 : 監督マキノ雅弘、原作村上元三、脚本マキノ雅弘・山内鉄也、製作東映京都撮影所、配給東映、1963年10月20日公開（映倫番号 13343） - 大木実（ - ・鶴田浩二）
- 『続 次郎長三国志』 : 監督マキノ雅弘、原作村上元三、脚本マキノ雅弘・山内鉄也、製作東映京都撮影所、配給東映、1963年11月10日公開（映倫番号 13344） - 大木実（ - ・鶴田浩二）、90分の上映用プリントをNFCが所蔵
- 『次郎長三国志 第三部』 : 監督マキノ雅弘、原作村上元三、脚本マキノ雅弘・山内鉄也、製作東映京都撮影所、配給東映、1964年2月8日公開（映倫番号 13476） - 大木実（里見浩太朗・鶴田浩二）、94分の上映用プリントをNFCが所蔵
- 『駿河遊侠伝 破れ鉄火』[24][25]（誤記『駿河遊侠伝 破れ太鼓』[26]） : 監督田中徳三、原作子母沢寛、脚本高岩肇、製作大映京都撮影所、配給大映、1964年9月17日公開（映倫番号 19687） - 五味龍太郎（谷啓・勝新太郎）
- 『駿河遊侠伝 度胸がらす』 : 監督森一生、原作子母沢寛、脚本笠原良三、製作大映京都撮影所、配給大映、1965年1月23日公開（映倫番号 13807） - 五味龍太郎（勝村淳・勝新太郎）
- 『次郎長三国志 甲州路殴り込み』 : 監督マキノ雅弘、原作村上元三、脚本マキノ雅弘・山内鉄也、製作東映京都撮影所、配給東映、1965年8月25日公開（映倫番号 14073） - 大木実（里見浩太朗・鶴田浩二）、90分の上映用プリントをNFCが所蔵
- 『クレージーの無責任清水港』 : 監督坪島孝、脚本小国英雄、製作東宝・渡辺プロダクション、配給東宝、1966年1月3日公開（映倫番号 14274） - 平田昭彦（中山豊・ハナ肇）
- 『てなもんや東海道』 : 監督松林宗恵、原作香川登志緒、脚本長瀬喜伴・新井一・沢田隆治、製作東宝・宝塚映画製作所・渡辺プロダクション、配給東宝、1966年8月14日公開（映倫番号 14499） - 藤木悠（なべおさみ・ハナ肇）
- 『次郎長三国志』 : 原作村上元三、1968年4月7日 - 同年9月29日放映（連続テレビ映画・全26回） - 御木本伸介（不明・中野誠也）

- 『クレージーの殴り込み清水港』 : 監督坪島孝、脚本田波靖男、製作東宝・渡辺プロダクション、配給東宝、1970年1月15日公開（映倫番号 116149） - 平田昭彦（桜井センリ・ハナ肇）
- 『清水次郎長』 : 1971年5月8日 - 1972年4月29日放映（連続テレビ映画・全52回） - 大木実（松山省二・竹脇無我）
- 『次郎長三国志』 : 原作村上元三、1974年4月9日 - 同年9月24日放映（連続テレビ映画・全23回） - 内田稔（寺田農・鶴田浩二）
- 『マチャアキの森の石松』 : 監督マキノ雅弘、1975年10月12日 - 1976年4月4日放映（連続テレビ映画・全26回） - 宍戸錠（荻島真一・浜畑賢吉）
- 『清水次郎長 勢揃い清水港』 : 監督山内鉄也、1981年10月9日放映（テレビ映画・時代劇スペシャル） - 中村敦夫（和田浩治・西郷輝彦）
- 『清水次郎長 風雪流れ旅』 : 監督松尾正武、1982年1月15日放映（テレビ映画・時代劇スペシャル） - 中村敦夫（和田浩治・西郷輝彦）
- 『清水次郎長 男の涙石松の最后』 : 監督山内鉄也、1982年5月7日放映（テレビ映画・時代劇スペシャル） - 中村敦夫（和田浩治・西郷輝彦）
- 『次郎長青春篇 つっぱり清水港』 : 監督前田陽一、脚本前田陽一・南部英夫、製作・配給松竹、1982年12月28日公開（映倫番号 110948） - 原田大二郎（明石家さんま・中村雅俊）
- 『清水次郎長 筑波おろし義侠の仇討』 : 監督山内鉄也、1983年2月11日放映（テレビ映画・時代劇スペシャル） - 中村敦夫（和田浩治・西郷輝彦）
- 『次郎長三国志東海道の暴れん坊』 : 監督松尾昭典、原作村上元三、1988年1月3日放映（テレビ映画・新春時代劇スペシャル） - 梅宮辰夫（川野太郎・高橋英樹）
- 『次郎長三国志』 : 監督田中徳三・原田雄一・杉村六郎・高瀬昌弘、原作村上元三、1991年1月2日放映（テレビ映画・新春ワイド時代劇） - 瑳川哲朗（渡辺裕之・高橋英樹）
- 『次郎長三国志 勢揃い二十八人衆喧嘩旅!』 : 監督松尾昭典、原作村上元三、1998年1月3日放映（テレビ映画・新春ワイド時代劇） - 勝野洋（櫻木健一・北大路欣也）
- 『次郎長三国志』 : 監督吉田啓一郎・原田雄一、原作村上元三、2000年1月2日放映（テレビ映画・新春ワイド時代劇） - 竜雷太（高橋和也・杉良太郎）
- 『次郎長背負い富士』 : 2006年6月1日 - 同年8月31日放送（テレビドラマ・木曜時代劇・全10回） - 草刈正雄（水橋研二・中村雅俊）
- 『次郎長三国志』 : 監督マキノ雅彦、原作村上元三、脚本大森寿美男、製作「次郎長三国志」製作委員会、配給角川映画、2008年9月20日公開（映倫番号 118080） - 岸部一徳（追分の政五郎役北村一輝・中井貴一）
- 『ジロチョー 清水の次郎長維新伝』 : 監督グ・スーヨン、2010年1月13日放映（テレビ映画） - 内藤剛志（萩原聖人・中村雅俊）